# Moa Neuman
Moa Maria Neuman, född 1981, är en svensk politiker och tidigare ordförande för Sveriges förenade studentkårer. Neuman är för närvarande ordförande för s-kvinnor i Stockholm och arbetar på Handelsanställdas förbund. 
Moa Neuman är uppvuxen i Leksand och har tidigare studerat etnologi vid Göteborgs universitet. Under studietiden var hon bland annat vice ordförande för Göteborgs universitets studentkårer samt ordförande för Göteborgs Förenade Studentkårer.